# Trajtsjo Kostov
Trajtsjo Kostov Dzjoenev (Bulgaars: Трайчо Костов Джунев) (Sofia, 17 juni 1897 - aldaar, 16 december 1949) was een Bulgaars communistisch politicus die in 1949 na een showproces werd geëxecuteerd.

## Biografie
Hij studeerde een tijdlang rechten aan de Universiteit van Sofia en trad in 1919 toe tot de Bulgaarse Communistische Partij (BKP). Hij nam deel aan de voorbereiding van de Septemberopstand van 1923 en werd als gevolgd daarvan gearresteerd, berecht en tot acht jaar gevangenisstraf veroordeeld. Na zijn vrijlating emigreerde hij naar de Sovjet-Unie en werd secretaris van de Balkansectie van de Komintern. Bezocht in Leningrad een partijhogeschool en keerde in 1931 of 1938 naar Bulgarije terug waar hij werd benoemd tot secretaris van het Centraal Comité van de BKP (1938). In de jaren dertig was hij als journalist werkzaam voor de communistische pers onder het pseudoniem "Spiridonov". Tijdens de Tweede Wereldoorlog was hij betrokken bij het verzet tegen de fascistische regering van het land. In 1942 werd hij opgepakt en veroordeeld tot levenslange gevangenisstraf. Na de staatsgreep van 9 september 1944 kwam hij vrij en werd opnieuw gekozen tot secretaris van het Centraal Comité. Hij gaf in 1944 en 1945 leiding aan de zogenaamde "volksrechtbanken" die verantwoordelijk waren voor de executie van veel (vermeende) tegenstanders van het regime.
In de periode 1944–1949 bekleedde Kostov verschillende ministersposten en daarnaast was hij sinds 1946 vicepremier. In 1946 werd hij evenwel als secretaris van het Centraal Comité vervangen. Hij was pleitbezorger van een Balkanfederatie bestaande uit Bulgarije en Joegoslavië. Hij was onder de indruk van het regime onder Josip Tito in het buurland Joegoslavië. Na de breuk tussen Tito en Stalin (1948) geraakte het idee van een Balkanfederatie geheel op de achtergrond. Kostov bepleitte een onafhankelijkere koers ten opzichte van de Sovjet-Unie dan de meeste leden van de partijtop.
Op 31 maart 1949 werd Kostov ontheven van zijn ministersfuncties en benoemd tot directeur van de nationale bibliotheek. Tijdens een plenum van het Centraal Comité in juni 1949 sprak Vasil Kolarov, de leider van de BKP, zijn oordeel uit over Kostov. Hij werd uit het Centraal Comité gezet, zijn mandaat in de Nationale Vergadering werd ingetrokken en hij werd uit de partij gestoten. Hij werd op 20 juni 1949 gearresteerd op beschuldiging van samenzwering met Tito tegen de Bulgaarse regering en tijdens een proces in december 1949 met tien anderen ter dood veroordeeld en op 16 december van dat jaar opgehangen. Kostov werd langdurig gemarteld. Hij tekende een 'schuldbekentenis'. Tijdens zijn proces trok hij publiekelijk zijn schuldbekentenis in en weigerde de afgesproken tekst uit te spreken. Hij werd daarna de rechtszaal uitgedragen en twee dagen later opgehangen. Deze intrekking door Kostov tijdens zijn proces van zijn afgedwongen schuldbekentenis is uniek: geen andere Oost-Europese communist die in een proces werd aangedaan voor al dan niet vermeende politiek misdaden trok zijn bekentenis in en verklaarde onschuldig te zijn.
Op 6 november 1956 (tijdens de periode van destalinisatie) werd het vonnis door het hooggerechtshof vernietigd en volgde zijn rehabilitatie. In 1963 ontving hij postuum de titel "Held van de Socialistische Arbeid."

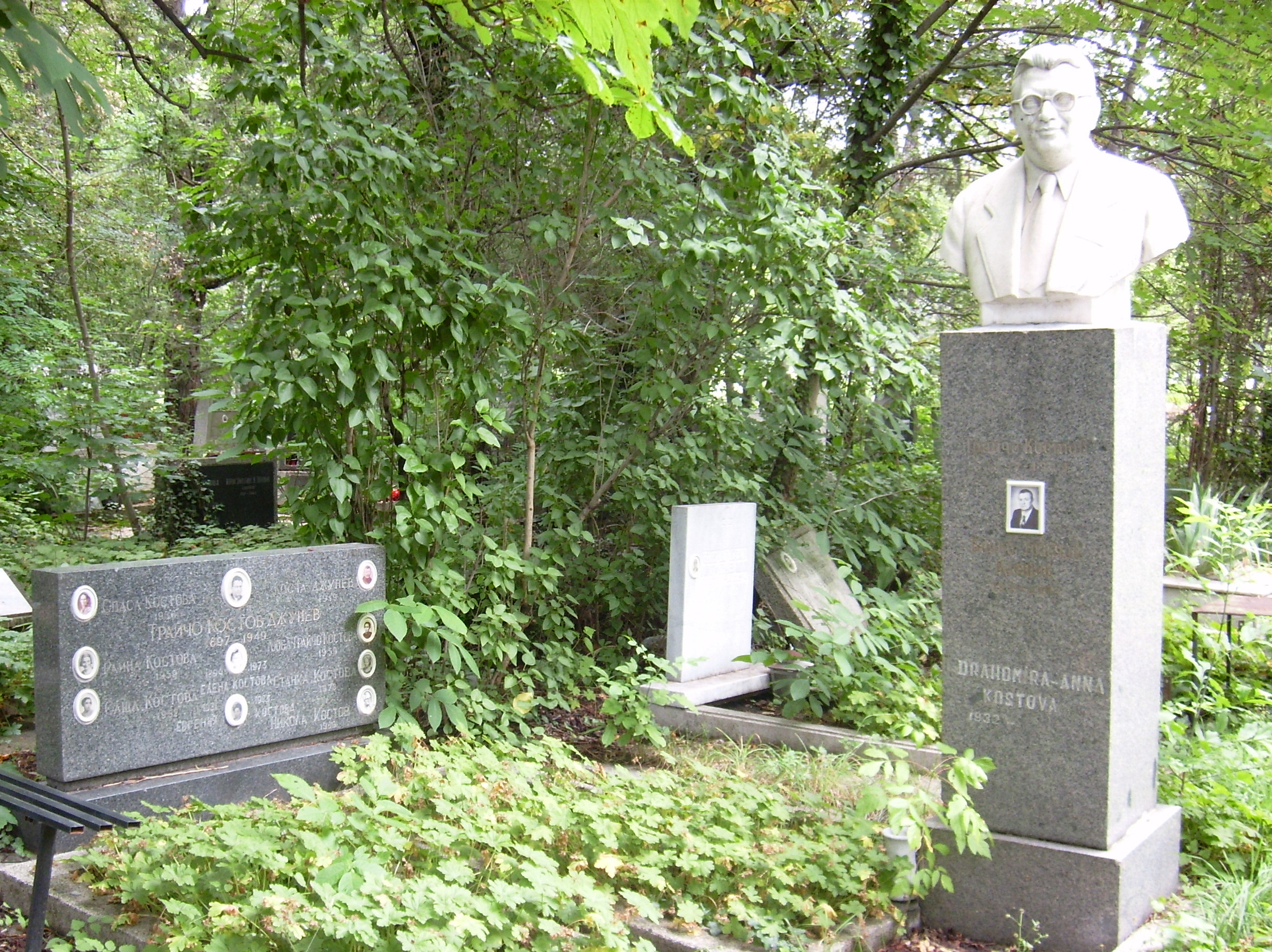
Graf van Trajtsjo Kostov op de centrale begraafplaats van Sofia

Het proces van Kostov in Bulgarije stond niet op zichzelf. In de periode 1948–1954 vonden er overal in het Oostblok schijnprocessen plaats tegen "titoïsten", "zionisten", "Westerse spionnen" en "trotskisten".